# Cryptacanthodes
Famille
Genre
Cryptacanthodes est un genre de poissons de l'ordre des Perciformes. Ce genre est l'unique représentant de la famille des Cryptacanthodidae.

## Liste des espèces
- Cryptacanthodes aleutensis (Gilbert, 1896)
- Cryptacanthodes bergi (Lindberg in Soldatov and Lindberg, 1930)
- Cryptacanthodes giganteus (Kittlitz, 1858)
- Cryptacanthodes maculatusStorer, 1839